# Whisper Not (Keith-Jarrett-Album)
Whisper Not ist ein Jazzalbum von Keith Jarrett, Gary Peacock und Jack DeJohnette, das am 5. Juli 1999 bei einem Konzert des Trios im Pariser Palais des Congrès mitgeschnitten und am 10. Oktober 2000 bei ECM Records veröffentlicht wurde.

## Hintergrund
Nach seiner über zwei Jahre währenden Erkrankung am Chronischen Fatigue-Syndrom hatte der Pianist Keith Jarrett 1998 zunächst das Soloalbum The Melody at Night, with You eingespielt; am 14. November 1998 folgte ein Auftritt seines Standards-Trios im New Jersey Performing Arts Center in Newark, der unter dem Titel After the Fall 2018 veröffentlicht wurden. Ein halbes Jahr später gastierten Keith Jarrett, Gary Peacock und Jack DeJohnette im Pariser Palais des Congres.

## Titelliste
- Keith Jarrett, Gary Peacock, Jack DeJohnette: Whisper Not (ECM 1467)[1]

CD 1
1. Bouncing with Bud (Bud Powell) – 7:33
2. Whisper Not (Benny Golson) – 8:06
3. Groovin’ High (Dizzy Gillespie) – 8:31
4. Chelsea Bridge (Billy Strayhorn) – 9:47
5. Wrap Your Troubles in Dreams (And Dream Your Troubles Away) (Harry Barris, Ted Koehler, Billy Moll) – 5:48
6. ’Round Midnight (Thelonious Monk) – 6:45
7. Sandu (Clifford Brown) – 7:26

CD 2
1. What Is This Thing Called Love? (Cole Porter) – 12:24
2. Conception (George Shearing) – 8:08
3. Prelude to a Kiss (Duke Ellington, Irving Gordon, Irving Mills) – 8:16
4. Hallucinations (Powell) – 6:36
5. All My Tomorrows (Sammy Cahn, Jimmy Van Heusen) – 6:23
6. Poinciana (Nat Simon, Buddy Bernier) – 9:11
7. When I Fall in Love (Edward Heyman, Victor Young) – 8:06

## Rezeption
Die Kritiker Richard Cook und Brian Morton lobten in The Penguin Guide to Jazz, das Trio nehme (nach Jarretts Genesung) eine neue Wendung; in „Bouncing with Bud“, dem Titelstück und in „Groovin’ High“ sei ein erwachtes Interesse des Pianisten am Bebop zu erkennen. Während man bei Jarrett ein leichtes, nur sublimes Nachlassen seiner Artikulation feststellen könne, seien Peacock und DeJohnette in meisterlicher Form. Als die absoluten Höhepunkte des Mitschnitte führen die Autoren „What Is This Thing Called Love?“ und „Poinciana“ auf.

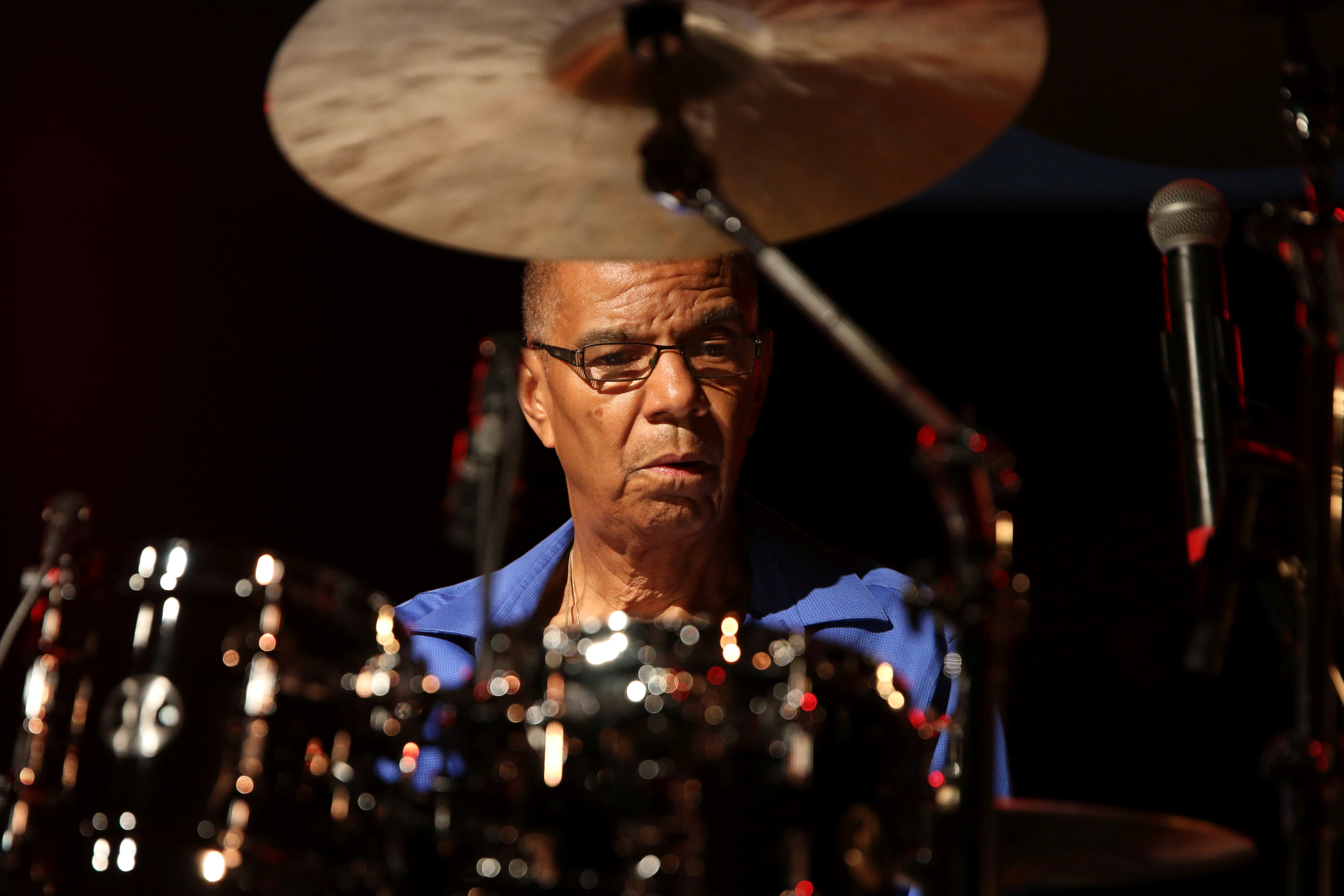
Jack DeJohnette bei einem Auftritt auf dem Deutschen Jazzfestival 2015

Richard S. Ginell vergab an das Album in Allmusic 4½ (von 5) Sterne und hob hervor, „dieses überaus zufriedenstellende Konzert“ sei für Keith Jarrett nach seiner Genesung vom Erschöpfungs-Syndrom ein „persönlicher Meilenstein“ gewesen.„Tatsächlich […] war er den ganzen Weg zurückgekommen – seine technischen Fertigkeiten waren intakt (eine Handvoll verschmierte Noten mal beiseite), und sein Erfindungsreichtum sprudelte.“ Nicht viel hatte sich seit den Tagen vor der Erkrankung geändert, meint Ginell, obwohl der Fokus jetzt auf dem klassischen Bebop liege. An Bud Powell wurde mit einem hervorragenden „Bouncing With Bud“ und einer grandiosen Fassung von „Hallucinations“ erinnert, was eine große Wirkung zeige. Auch sei Jarretts Interpretation von Dizzy Gillespies „Groovin' High“ erstaunlich, während „Wrap Your Troubles in Dreams“ ansprechend fröhlich und sorglos erscheine. Balladen wie „'Round Midnight“ und „Prelude to a Kiss“ wiederum griffen auf die melodische Einfachheit zurück, die Jarrett während seiner Ausfallzeit gepflegt hatte. Obwohl das Standards-Trio eine der am meisten dokumentierten Gruppen seiner Zeit war, wurde von dieser Gruppe zuvor nur die letzte Zugabe „When I Fall in Love“ bereits einmal aufgenommen. „Selbst diejenigen, die glauben, über genügend Material dieser Gruppe zu verfügen“, resümiert der Autor, „werden zu Recht versucht sein, in dieses Dokument von Jarretts Auferstehung zu investieren.“
Andrew Novan meint in All About Jazz, „man würde nie vermuten, dass die Gerüchte über den Rücktritt von Jarrett aufgrund seines Kampfes mit Chronischen Erschöpfungs-Syndrom ungefähr zur gleichen Zeit kursierten, als diese Seiten aufgenommen wurden. Dies ist Jarrett auf einer Mission und […] will beweisen, dass er nichts von seiner Autorität und kreativen Integrität verloren hat.“ Auf beiden Scheiben herrsche eine durchgehende Up-Tempo-Stimmung; die Bebop-Klassiker seien Teil eines ausgezeichneten Programms. Die längste Performance des Sets, „What Is This Thing Called Love“, unterstreiche „die brillante Chemie und Interaktion, die dieses Trio seit jeher zu einem Urtyp der Originalität gemacht hat. Nach Abschluss der Melodie schießt Jarretts linke Hand unter DeJohnettes verschwenderischen Fills einen tiefen Register-Vamp ab.“ Aber auch die Balladen seien eine Jarrett-Spezialität, und man werde dort mit Fassungen von „Chelsea Bridge“, „Round Midnight“, „Prelude to a Kiss“ und „When I love in love“ versorgt. Besonders hervorzuheben sei ein Update des Ahmad-Jamal-Klassikers „Poinciana“, komplett mit DeJohnette's authentischem Rumba-Beat. Whisper Not „ist erstklassig und brillant genug, um als eine der besten neuen Musik[veröffentlichungen] des Jahres zu gelten“, lautet das Fazit des Autors.

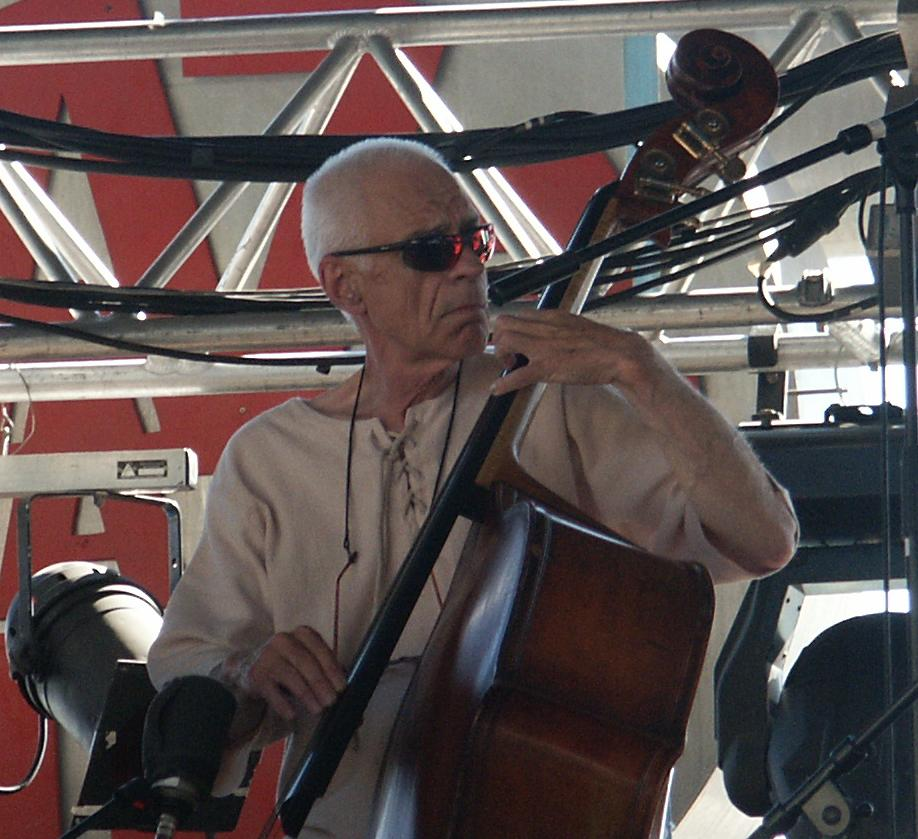
Gary Peacock 2003

Ebenfalls in All About Jazz meinte David Adler, „Keith Jarretts Standard-Trio klang selten fokussierter und brillanter.“ Zum einen liege dies daran, dass man auf Kürze setze, es gäbe keine der ziellosen 20-Minuten-Codas, die man auf einigen früheren Alben höre. Nur „What Is This Thing Called Love“, das die zweite CD öffnee, überschreitet die 10-Minuten-Marke. „Ansonsten werden die Melodien auf die gleiche Art und Weise abgespielt, die Jarrett bei seinem vorherigen Ausflug, The Melody at Night, with You, verwendet hat.“ Ganz im Gegensatz zu diesem äußerst zurückhaltenden Solo-Recital böten diese beiden CDs „eine faszinierende Virtuosität. Jarrett greift auf Bebop-Ströme des Bewusstseins über ‚Bouncing with Bud‘, ‚Hallucinations‘, ‚Conception‘ und ein sehr schnelles ‚Groovin’ High‘. Er stellt schließlich ‚Whisper Not‘ vor, das ultimative Hard-Bop-Thema für Midtempo, mit der Eleganz eines klassischen Impromptu.“ Bei den Balladen sei Jarrett „einfach umwerfend. Während ‚Chelsea Bridge‘, ‚Round Midnight‘, ‚Prelude to a Kiss‘ und ‚When I Fall In Love‘ wunderbar sind, ist das Highlight das weniger bekannte ‚All My Tomorrows‘. Gary Peacock nimmt das erste Solo, und Jarrett fliegt – kurz, mit erhabener Zurückhaltung –, bevor er die Melodie zu einem wunderbar gedämpften Abschluss bringt.“ Jarrett habe nach seinem Kampf mit seiner Krankheit triumphiert, fasst Adler zusammen; Jarrett habe einmal gesagt, dass die Krankheit besser als „für immer tot“ bezeichnet werden sollte. „Aber jetzt klingt Jarrett wieder für immer lebendig.“
Für Doug Ramsey (JazzTimes) zeige die Energie, die Jarrett in die beiden Bud Powell-Stücke ‚Bouncin’ with Bud‘ und ‚Hallucinations‘ stecke, dass er seinen langen Kampf mit seiner Krankheit gewonnen habe. „Von Anfang bis zum Ende dieses zweistündigen Konzerts seines Standards Trio in Paris zeigt Jarrett Kraft und Konzentration. Energie bedeutet nicht Dichte. Sein Spiel verfügt über ein attraktives neues Maß an Linie und Berührung, was das Trio auf eine noch höhere Ebene ihrer gefeierten Interaktion hebt. Es gibt ein faszinierendes Beispiel für Empathie in ihrer ersten Zugabe, in ‚Poinciana‘, in der der Pianist, Bassist Gary Peacock und der Schlagzeuger Jack DeJohnette Ahmad Jamals Behandlung des Liedes ansprechen, bevor Peacock und Jarrett in zwei Chorusse der verschlungenen Improvisation gehen.“
Wie er es auch „Groovin’ High“ und „Wrap Your Troubles in Dreams“ tut, führt Ramsey weiter aus, beginnt Jarrett „What Is this Thing Called Love“ unbegleitet. „Nach zwei Chorussen über die magere Melodie auf einem beharrlichen 6/8-Muster der linken Hand schleichen sich Peacock und dann DeJohnette unter dem Klavier ein. Zu Beginn des vierten Refrains befindet sich das Trio in einer zweieinhalb-minütigen Performance, die Kraft und Ideen unterstützt. Das Arrangement klingt ungeplant. Es ist typisch für die Fähigkeit dieser Band, Spontanität zu erreichen, ohne die Kohärenz zu beeinträchtigen. Gary Peacock sei auf dem Höhepunkt seiner Kräfte, durchgehend solistisch mit der Storytelling-Fähigkeit eines großartigen Hornisten, nirgends effektiver als auf Whisper Not. Er hat ein großartiges Solo in ‚Groovin 'High‘. Jarretts unbegleitete Coda in ‚Prelude to a Kiss‘ ist ein kleines Meisterwerk.“